# Căutând-o pe Jenny
Căutând-o pe Jenny (în engleză The Whereabouts of Jenny) este un film dramatic de televiziune american din 1991, regizat de Gene Reynolds⁠(d).

## Rezumat
Jimmy O'Meara, un tânăr proprietar al unui bar din San Francisco, este proaspăt divorțat. Brusc, viața și sensul existenței lui Jimmy sunt bulversate când descoperă că fosta lui soție, Theresa, și actualul ei soț, Bobby DeSantos, un cunoscut traficant de droguri, au dispărut fără urmă luând-o și pe Jenny.
Jimmy O'Meara își iubește fiica mai mult decât orice pe lume. Dar când fosta lui soție se încurcă cu un bărbat care are legături cu infractorii, lumea lui este dată peste cap. Ei au intrat în Programul de protecție a martorilor, iar avocatul guvernamental care se ocupă de program este extrem de necooperant cu cererea domnului O'Meara de a i se permite accesul la fiica sa. Începe astfel o luptă juridică intensă.

## Distribuție
- Ed O'Neill - Jimmy O'Meara
- Debrah Farentino - Liz
- Eve Gordon - Theresa
- David Graf - Scranton
- Dakin Matthews - Cox
- Lee Garlington - Gina
- Arnetia Walker - Louise
- Steven Williams - Mick
- Savannah Smith Boucher - Roosevelt
- Cliff Bemis - Barker
- Cassy Friel - Jenny
- Dan Hedaya - Vinnie
- Mike Farrell - Van Zandt
- Michael Crabtree - Bobby DeSantos
- Abraham Alvarez - judecătorul Ruiz
- Vinny Argiro - agentul FBI Borelli
- Harold Ayer - Judge Powers
- Catherine Rusoff - Andrea
- Kathleen Coyne - Psychiatrist
- Ellen Crawford - Clerk
- Al Mancini - domnul Russo
- Sylvia Short - Rose
- Ta-Tanisha - secretara lui Scranton
- Victor Contreras - Garcia